# Джозеф, Дженни
Дженни Джозеф (англ. Jenny Joseph; 7 мая 1932, Бирмингем — 8 января 2018) — английская поэтесса и прозаик, журналистка.

## Жизнь и творчество
Дженни родилась в Бирмингеме и изучала английскую литературу в Колледже Св. Хильды в Оксфорде. Впервые её стихи были опубликованы, когда она ещё была студенткой, в начале 1950-х. Она стала журналисткой и работала в Bedfordshire Times, в Oxford Mail и в Drum Publications (Йоханнесбург, ЮАР).
Самое известное её стихотворение, «На всякий случай» (англ. «Warning»), было написано в 1961 и опубликовано в вышедшем в 1974 году сборнике «Rose in the Afternoon» и в антологии «The Oxford Book of Twentieth Century English Verse». «Предупреждение» оказалось «самым популярным послевоенным стихотворением» Великобритании по результатам опроса BBC, проведённого в 1996 году. Стихотворение послужило предпосылкой для создания Общества красных шляпок.
Вот стану старухой, куплю себе красное,

Бордовое платье, что мне не к лицу, и не в моде,

Атласные туфли, в которых никто и не ходит,

И плакаться стану — на масло ни денежки нет!

Устану, усядусь средь улицы на парапет,

Все пробники спробую враз в магазинчике местном,

И палкой об изгородь стану долбить в знак протеста,

И так отыграюсь за сдержанность прожитых лет.
— Дженни Джозеф, «На всякий случай» (1961, фрагмент; перевод Е. Тиновицкой)

## Награды и премии
- 1960 — Премия Эрика Грегори за «Unlooked-for Season»
- 1974 — Премия Чамли[англ.] за «Rose in the Afternoon»
- 1986 — Мемориальная премия Джеймса Тейта Блэка за новеллу «Persepone»
- 1995 — Стипендия Общества авторов
- 1995 — Поэтическая премия «Форвард»[англ.] в номинации «Лучшее стихотворение» за «In Honour of Love»
- 1999 — Членство в Королевском литературном обществе в 1999[6].